# Umor sec

Un emoji serios

Umorul sec este un tip de umor care este prezentat cu un aer serios, fără a afișa nici o emoție, în contrast cu ridicolul subiectului relatat. Personajul vorbește de obicei cu o voce monotonă și laconică, exprimând o seriozitate imperturbabilă.

## Exemple

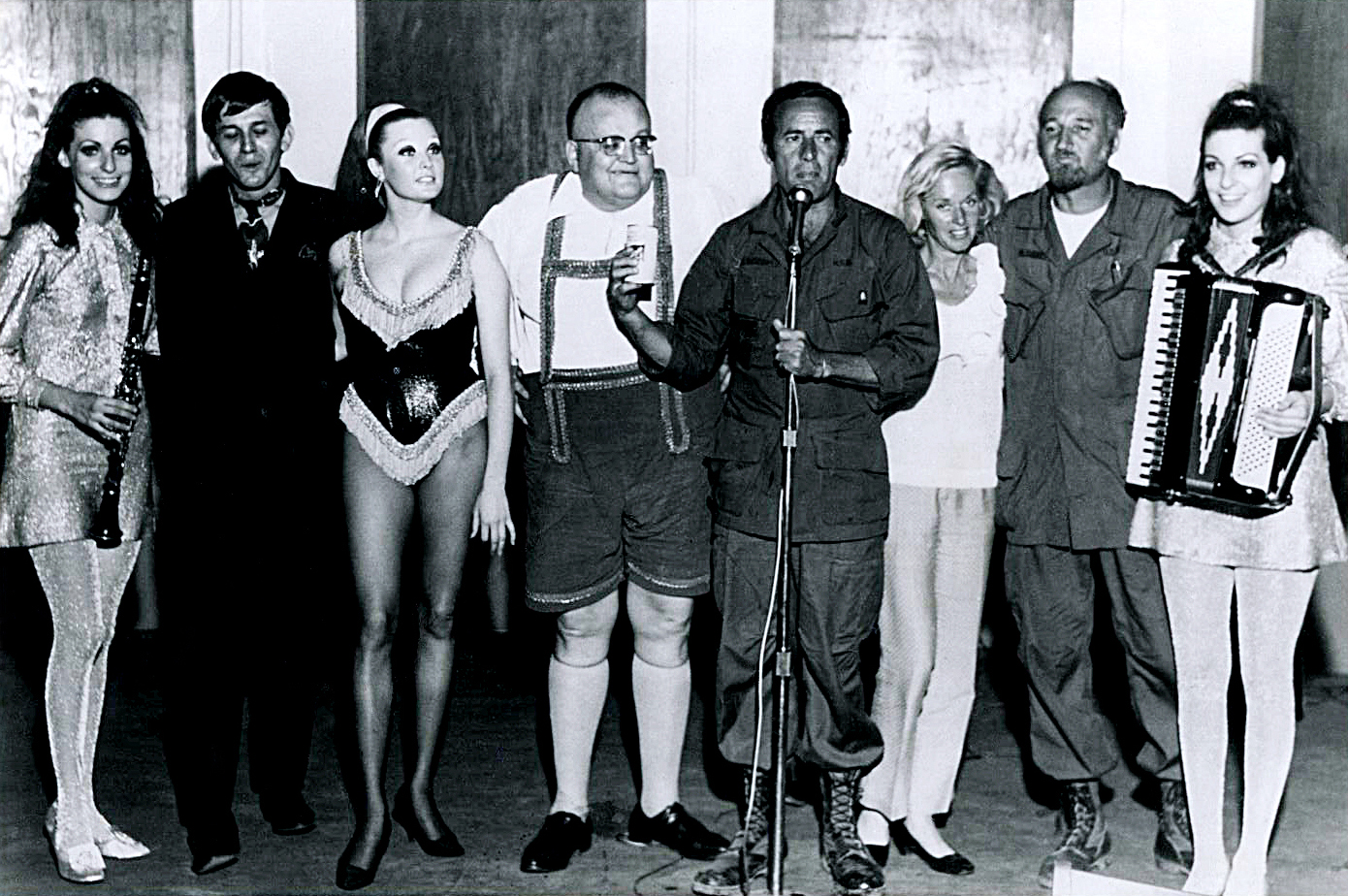
Actorul de comedie Joey Bishop, remarcat pentru stilul său serios, împreună cu Jennie și Irwin Frankel (Doublemint Twins), Sig Sakowitz, Tony Diamond, Sara Sue, Tippi Hedren și Mel Bishop

În vodevilurile de la începutul carierei sale, Buster Keaton a apărut cu o expresie facială serioasă. Keaton și-a dat seama că publicul reacționează mai bine atunci când privea cu o expresie impasibilă decât atunci când zâmbea și a început să folosească acest stil de interpretare în cariera sa de actor în filmele mute.
Multe sitcomuri americane populare conțin personaje cu expresii serioase pentru a produce umor sec, inclusiv Curb Your Enthusiasm, Arrested Development și My Name Is Earl. Exemplele cele mai recente sunt Andre Braugher în rolul căpitanului Raymond Holt din serialul Brooklyn Nine-Nine, Jennette McCurdy în rolul Sam Puckett din iCarly și Louis C. K. în serialul TV Louie. Un alt exemplu este comedia filozofică a lui Steven Wright.
Umorul sec este adesea confundat cu umorul intelectual, deoarece umorul din umorul sec nu există în cuvinte. În schimb, ascultătorul trebuie să caute umorul în contradicția dintre cuvinte, tonul rostirii și context. Eșecul de a include contextul sau de a identifica contradicția îi poate face pe unii ascultători să considere  că umorul sec nu este amuzant. Cu toate acestea, termenul de „umor sec” se referă de fapt doar la modul de prezentare.

## Stiluri de umor sec
Umorul sec poate avea diferite grade de subtilitate. Stilul de umor sec evident folosește o cantitate mare de contrast atât în ceea ce privește personajele, cât și situațiile. El poate lua, de asemenea, rolul de oglindă pentru personaje care nu sunt conștiente de nebunia lor. Umorul mai subtil are rolul de a testa limitele capacității de observație ale audienței și chiar de a provoca conștientizarea existenței umorului (și, astfel, inteligența publicului).